# Blaine (Washington)
Blaine es una ciudad ubicada en el condado de Whatcom en el estado estadounidense de Washington en la frontera con Canadá. En el año 2000 tenía una población de 3.770 habitantes y una densidad poblacional de 262,7 personas por km².

## Geografía
Blaine se encuentra ubicada en las coordenadas 48°59′17″N 122°44′37″O / 48.98806, -122.74361.

## Demografía
Según la Oficina del Censo en 2000 los ingresos medios por hogar en la localidad eran de $36.900, y los ingresos medios por familia eran $45.056. Los hombres tenían unos ingresos medios de $36.381 frente a los $23.561 para las mujeres. La renta per cápita para la localidad era de $20.333. Alrededor del 15,5% de la población estaban por debajo del umbral de pobreza.

## Lugares de interés
- El Arco de la Paz, ubicado en la frontera entre Estados Unidos y Canadá, le rinde honores a la amistad entre los dos países.